# Kai Røberg
Kai Røberg (30 novembre 1973) è un ex calciatore norvegese, di ruolo attaccante.

## Carriera

### Club
Røberg cominciò la carriera con il Midsund, per poi passare all'Åndalsnes. Dopo aver militato nel Træff, si trasferì al Molde. Esordì nella Tippeligaen il 30 settembre 2001, quando fu titolare nella sconfitta casalinga per 1-2 contro il Lillestrøm. Il 9 giugno 2002 segnò la prima rete nella massima divisione norvegese, nel successo per 0-2 sul Bodø/Glimt.
Nel 2006 tornò al Træff e l'anno seguente firmò per il Kristiansund.